# Scatella aeneiventris
Scatella aeneiventris är en tvåvingeart som först beskrevs av Macquart 1835.  Scatella aeneiventris ingår i släktet Scatella och familjen vattenflugor.
Artens utbredningsområde är Frankrike. Inga underarter finns listade i Catalogue of Life.